# J.G. Hertzler
J.G. Hertzler, all'anagrafe John Garman Hertzler, conosciuto anche come Garman Hertzler, John Hertzler, John G. Hertzler e John Noah Hertzler (Savannah, 18 marzo 1950), è un attore, sceneggiatore, scrittore e attivista statunitense. È noto per il ruolo del Generale e successivamente Cancelliere Supremo Klingon Martok nella serie televisiva Star Trek: Deep Space Nine

## Biografia

### Infanzia e studi
Hertzler è nato a Savannah, Georgia. I suoi genitori erano di Port Royal, Pennsylvania, e la sua famiglia discende da famiglie Amish di lingua tedesca. Suo padre John G. Hertzler ha servito nell'Aeronautica degli Stati Uniti, e sua madre Eleanor Frances Beaver Hertzler era un'insegnante di latino e francese. La sua famiglia ha vissuto in diverse città in giro per il mondo incluso: St. Joe, Missouri; El Paso, Texas; e Casablanca in Marocco. È cresciuto per lo più nell'area di Washington, D.C., ed ha frequentato la Bucknell University, giocando come linebacker nella loro squadra di football. Durante la sua permanenza alla Bucknell, finì a recitare ottenendo una parte quando il dipartimento di arte drammatica lo reclutò per la produzione di Marat/Sade in quanto cercavano un grosso ragazzo per uno dei ruoli. Dopo la laurea in scienze politiche nel 1972, ottenne il master in scenografia all'Università del Maryland, e frequento la scuola di legge per un anno all'American University. Mentre viveva nell'area di Washington, ha lavorato per il governo federale, anche l'Amministrazione Nixon per il National Environmental Policy Act, ed ha svolto diversi tipi di lavoro per poter recitare in teatro tra cui il cameriere in un teatro con cena, il barista, il conducente di taxi.

### Carriera artistica
Hertzler ha lavorato nell'area di Washington su progetti teatrali. Sul grande schermo ha interpretato Lucas nel film horror The Redeemer: Son of Satan (noto anche con il titolo Class Reunion Massacre), distribuito nel 1978. Hertzler ha anche avuto un ruolo nel film ...e giustizia per tutti interpretato da Al Pacino, distribuito nel 1979. Ha lavorato alla produzione di Broadway The Bacchae nel ruolo di Re Pentheus. Nel 1981, si è trasferito a San Francisco si unito all'American Conservatory Theater (ACT) dove a recitato e diretto diverse rappresentazioni incluse L'incomparabile Crichton, Riccardo II, Il delitto perfetto, e a numerose rappresentazioni Shakespeariane. È stato istruttore per l'ACT, ed ha lavorato in altre produzioni come Medea con il Cincinnati Playhouse. Si trasferì nel sud della California nel 1988 continuando a lavorare in teatro.

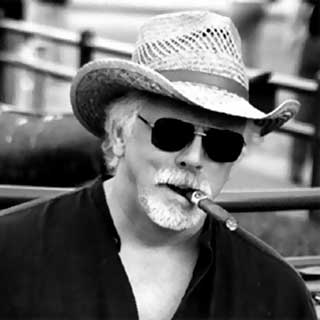
J. G. Hertzel (2012)

La sua prima apparizione di rilievo sul piccolo schermo è stata nel 1990 nell'episodio "Sposa di mare" della serie Quantum Leap. Il suo primo ruolo importante in una serie televisiva è stato l'Alcalde Ignacio De Soto nella serie degli anni novanta Zorro, l'antagonista che ha sostituito Ramone come Alcalde (Sindaco) di Los Angeles nella terza e quarta stagione. La serie è stata girata in uno studio fuori Madrid, Spagna, e distribuito su Family Channel. ha anche recitato in un film per la televisione intitolato Treasure Island: The Adventure Begins nBl quale interpretava un pirata chiamato Black Dog. Treasure Island fu trasmesso per lungo tempo come promo per Treasure Island Resort & Casino di Las Vegas.
Il primo lavoro di Hertzler in Star Trek: Deep Space Nine è stato nell'episodio pilota "L'emissario" nei panni del Capitano Vulcaniano della nave stellare Saratoga. In un'intervista a Startrek.com, Hertzler disse di aver lavorato molto con Patrick Stewart alla Paramount Studios dove Stewart aveva avviato diversi laboratori di Shakespeare workshops. In seguito avrebbe sostenuto diversi provini per DS9, ma senza ricevere alcuna parte Era alla Paramount Studios a sostenere un provino per un'altra serie, quando Ron Surma, direttore del casting di DS9, gli diede da leggere del Generale Klingon Martok. In un primo momento, Hertzler interpretò Martok un Klingon di buone maniere, ma quando gli venne chiesto di farlo arrabbiare, prese una sedia e la scaraventò contro il muro. La gamba della sedia rimase brevemente bloccata e disse anche che inavvertitamente si strappò via l'unghia del pollice facendolo sanguinare, ma questo impressionò molto gli auditori che ottenne la parte. Martok debuttò nella quarta stagione La via del guerriero e apparve fino all'ultimo episodio della settima Quel che si lascia (seconda parte). Il suo personaggio venne ucciso, ma Hertzler disse agli sceneggiatori che pensare di fare del Gowron un clone era "troppo facile, scontato", così più tardi nella quinta stagione rivelarono che Martok era un impostore del Dominio, un cambiante (un mutaforma). Gli sceneggiatori allora introdussero il vero Martok come personaggio ricorrente all'inizio della quinta stagione, durante la quale Hertzler interpretò un Klingon con un solo occhio. Interpretò Martok per tre stagioni incluso il finale della serie nel quale il destino del personaggio fu lasciato aperto. Hertzler descrive questo personaggio come il sogno di ogni attore per la sua fisicità e spessore. Il personaggio fu coinvolto in molti aspetti di Deep Space Nine tra cui la frequente interazione con Worf.

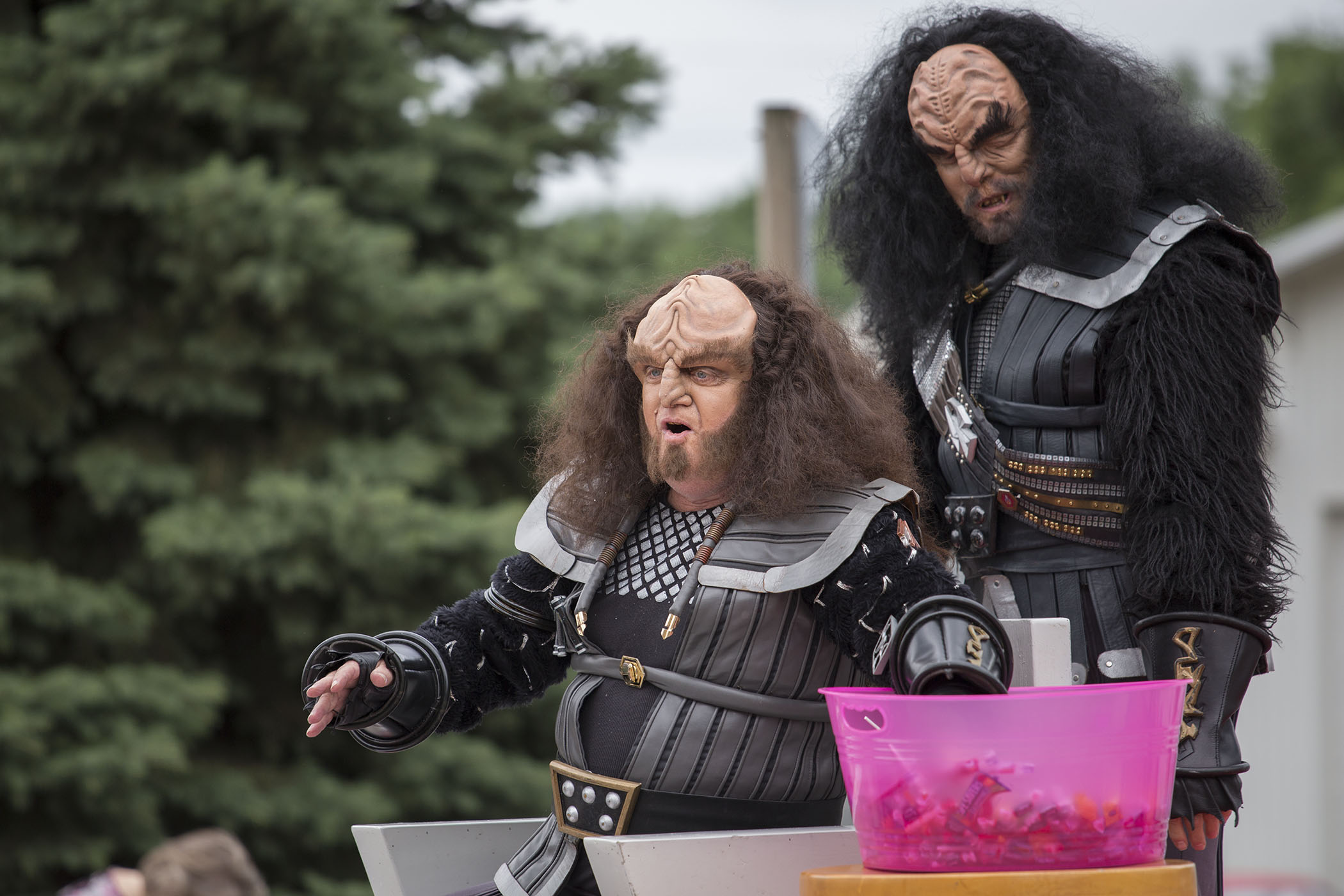
Hertzler (a destra) al Riverside Trek Fest nel 2014, nei panni del Klingon Martok, il suo personaggio in Star Trek Deep Space Nine.

Hertzler ha interpretato altri personaggi in DS9, incluso un mutaforma di nome Laas, nell'episodio "Chimera", interagendo con il personaggio principale Odo. In un'intervista a Little Review, Hertzler ha detto che preoccupato dal fatto di essere riconosciuto come Martok a dispetto del makeup e cambio di personaggio, ma alla fine andò tutto bene. Usando lo pseudonimo di Garman Hertzler per l'episodio, ha detto di aver avuto la possibilità di interagire con alcuni dei personaggi principali che Martok non aveva incontrato, in particolare quelli interpretati da Nana Visitor e da René Auberjonois. Interpretando Laas, Hertzler ha detto di aver cercato di recitare come William Shatner, ma con un tono più alto. Un altro personaggio che ha interpretato è stato Roy Ritterhouse, pittore/sketcher nell'episodio della 6ª stagione "Lontano, oltre le stelle".
Dopo la cancellazione di DS9, Hertzler ha interpretato un Hirogeno in Star Trek: Voyager nell'episodio "Tsunkatse", nel quale c'è anche la partecipazione del wrestler professionista Dwayne "The Rock" Johnson. Nell'episodio, lui e The Rock sono lottatori alieni coscritti. Hertzler ha detto di aver avuto anche modo di lottare con l'attrice Jeri Ryan che interpretava Sette di Nove. In Star Trek: Enterprise, ha interpretato un avvocato Klingon nell'episodio "Il processo" e un capitano Klingon nell'episodio "Terre di confine". Ha partecipato a convention ed eventi su Star Trek e la fantascienza. Nel 2007 è stato reso noto che avrebbe interpretato il ruolo di Harry Mudd nell'episodio "The Sky Above, The Mudd Below" della serie amatoriale Star Trek: Phase II, curandone anche la regia cosa che di fatto segna anche il suo debutto alla regia nell'universo Trek. Sempre nel 2007 ha interpretato il primo ufficiale Koval nel film finianziato dai fan "Star Trek: Of Gods and Men". Nel 2015, Hertzler si è unito al cast del cortometraggio finanziato dai fan Star Trek: Axanar nei panni del Capitano Samuel Travis della Federazione.
Fuori dall'universo di Star Trek, Hertzler è apparso nel film per la televisione I pirati di Silicon Valley nel quale ha interpretato il regista Ridley Scott. Ha fatto delle apparizioni nelle serie Six Feet Under, Roswell, Streghe, e Highlander.
Tra il 1995 e il 1996, è stato coinvolto in un tour nazionale della produzione teatrale de Il delitto perfetto, in cui interpretava Max Halliday, uno scrittore americano coinvolto in un triangolo amoroso.
Hertzler ha interpretato diverse voci fuoricampo in videogiochi e produzioni audio. Oltre a diversi giochi di Star Trek, è stato la voce della sequenza introduttiva del gioco Might and Magic IX  per 3DO, la voce del Dr. Grossman personaggio di BioShock, di Deathstroke e Ares personaggi di Injustice: Gods Among Us. Hertzler è stato anche il narratore dell'audiolibro intitolato Barsk: The Elephants' Graveyard, scritto dal linguista di Star Trek Lawrence Schoen.

### Teatro e insegnamento a New York
Nel corso della stagione 2005–2006, Hertzler ha interpretato Henry Drummond nella productione ...e l'uomo creò Satana al Geva Theatre Center e allo Schwartz Center for the Performing Arts della Cornell University.
Nel 2007, Hertzler si è trasferito a Ulysses, New York, ed è diventato un insegnante professionale associato (RPTA) nel dipartimento teatro della Cornell University, Film & Dance, dove ha diretto o interpretato numerose rappresentazioni nel corso della stagione 2010. Nel 2009, Hertzler ha un rappresentazione all'aperto di Sogno di una notte di mezza estate per la Ithaca Shakespeare Company al F.R. Newman Arboretum. Ha anche interpretato Ser Capuleti nella rappresentazione della Cornell di Romeo e Giulietta, nella quale hanno recitato sia studenti che attori professionisti.
Dopo la Cornell, Hertzler ha continuato a recitare ed insegnare nell'area dello stato di New York, incluso tenere un laboratorio sulla recitazione delle opere di Shakespeare.

### Libri
Hertzler è co-autore con il novelista Jeffrey Lang di due novelle su Star Trek, Left Hand of Destiny, Libro 1, e Left Hand of Destiny Libro 2. che sono stati pubblicati da Simon & Schuster. I libri seguono le avventure successive a Deep Space Nine di Martok e Worf una volta tornati su Q'onos, con una particolare attenzione alla vita Martok.
Hertzler ha anche scritto una sceneggiatura originale, Dancing with Sancho Panza, ispirata dal periodo passato in Spagna lavorando a Zorro. A giugno 2016, è stato fatto l'annuncio che la sceneggiatura sarà un film diretto da Luis Mandoki con la data di pubblicazione anticipata a Novembre 2017.

### Vita politica e attivismo

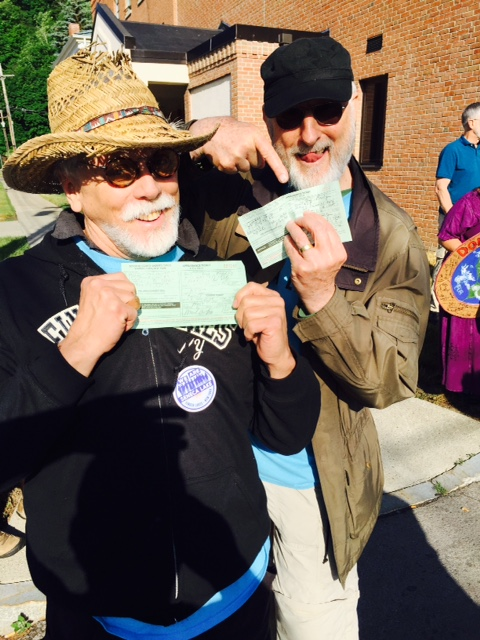
Hertzler e l'attore James Cromwell mostrano il loro mandato di arresto alla protesta presso la Crestwood station

Nel 2013, Hertzler si è candidato per un seggio nel consiglio cittadino di Ulysses. Il suo coinvolgimento nella politica è stato in parte a causa del problema della fratturazione idraulica e in parte alle preoccupazioni che il metodo di estrazione del gas naturale nella regione dei Finger Lakes. Era sua intenzione chiedere maggiori aiuti allo stato per le scuole della regione. È stato eletto e ha fatto parte del consiglio per un periodo di due anni. Nel 2016, è stato rieletto al consiglio cittadino ma per un periodo di quattro anni, fino al 2020.
Hertzler e l'attore James Cromwell erano tra le 19 persone arrestate per disordini nel corso della protesta tenutasi fuori dall'impianto di trattamento Crestwood Midstream a Watkins Glen, New York il 6 giugno 2016. Loro facevano parte della campagna di disobbedienza civili "We Are Seneca Lake" contro l'approvazione dello stoccaggio sotterraneo di gas nelle caverne di sale del Lago Seneca da parte della Federal Energy Regulatory Commission, nonostante la pubblica opposizione.
L'8 giugno del 2017, Hertzler ha annunciato la sua candidatura per la Camera dei rappresentanti per il 23º Distretto elettorale di New York nelle elezioni del 2018. In una parte delle sue apparizioni in campagna elettorale, ha intenzione di agire "nella persona di Mark Twain", per presentare le sue idee "attraverso il brillante umorista per tutte le età". Ha dichiarato che farà questo come tributo sia a Twain, che una volta viveva a Elmira, che all'attore Hal Holbrook, che interpretò Twain sul palco per più di sei decadi. Il 25 Settembre del 2017 Hertzler ha annunciato la decisione di lasciare il Partito Democratico e di correre come indipendente. È passato alle primaria nel giugno 2018, ma in seguito, prima di novembre ha ritirato la sua candidatura.

## Filmografia

### Attore

#### Cinema
- The Redeemer: Son of Satan!, regia di Constantine S. Gochis (1978)
- ...e giustizia per tutti (...And Justice for All), regia di Norman Jewison (1979)
- L'angelo del male (The Prophecy II), regia di Greg Spence - direct-to-video (1998)
- Jane, regia di Dominic Cianciolo - cortometraggio (2001)
- The Great War of Magellan, regia di Richard Hatch - cortometraggio (2005)
- Galileo7: Family Matters, regia di René Ahlberg - documentario direct-to-video (2005)
- Chasing Life, regia di Daniel Glasser - direct-to-video (2007)
- The News Reporter, regia di Gabriel Long - cortometraggio (2007)
- FedCon XVI: Drone Heart, regia di Rene von Bodisco - documentario (2007)
- InAlienable, regia di Robert Dyke - direct-to-video (2008)
- Point B, regia di Kate Previte - cortometraggio (2008)
- Jacob's Birthday, regia di Jason Ramsey - cortometraggio (2009)
- FedCon XXII - documentario (2013)
- Prelude to Axanar, regia di Christian Gossett - cortometraggio (2014)
- Bus Boys, regia di Dan Spector - cortometraggio (2014)
- What We Left Behind: Looking Back at Star Trek: Deep Space Nine, regia di Ira Steven Behr e David Zappone - documentario (2018)
- The Circuit, regia di Prince Bagdasarian, James Bird, Tim Gagliardo, Mike Phillips, Tim Russ e Manu Intiraymi (2019)

#### Televisione
- Fifty/fifty - serie TV, episodio 1x09 (1984)
- Grida disperate (A Cry for Help: The Tracey Thurman Story), regia di Robert Markowitz - film TV (1989)
- General Hospital - serie TV (1990)
- A spasso nel tempo (Quantum Leap) - serie TV, episodio 2x21 (1990)
- Zorro - serie TV, 38 episodi (1991-1993)
- Highlander - serie TV, episodio 1x11 (1993)
- Ultraman: The Ultimate Hero - serie TV, episodio 1x07 (1993)
- Star Trek: Deep Space Nine - serie TV, 27 episodi (1993-1999)
- Le avventure di Brisco County Jr. (The Adventures of Brisco County Jr.) - serie TV, episodio 1x16 (1994)
- Un detective in corsia (Diagnosis Murder) - serie TV, episodio 1x19 (1994)
- Fortune Hunter - serie TV, episodio 1x05 (1994)
- La signora del West (Dr. Quinn, Medicine Woman) - serie TV, episodi 3x07-3x08 (1994)
- Treasure Island: The Adventure Begins, regia di Scott Garen - film TV (1994)
- False testimonianze (Innocent Victims), regia di Gilbert Cates - film TV (1996)
- Seinfeld - serie TV, episodio 7x23 (1996)
- Lois & Clark - Le nuove avventure di Superman (Lois & Clark: The New Adventures of Superman) - serie TV, episodi 4x01-4x02 (1996)
- I pirati di Silicon Valley (Pirates of Silicon Valley), regia di Martyn Burke - film TV (1999)
- Star Trek: Voyager - serie TV, episodio 6x15 (2000)
- Streghe (Charmed) - serie TV, episodio 2x22 (2000)
- Sabrina, vita da strega (Sabrina, the Teenage Witch) - serie TV, episodio 5x02 (2000)
- Roswell - serie TV, episodio 2x02 (2000)
- Il tocco di un angelo (Touched by an Angel) - serie TV, episodio 7x01 (2000)
- All About Us - serie TV, episodio 1x06 (2001)
- Tutti amano Raymond (Everybody Loves Raymond) - serie TV, episodio 7x05 (2002)
- Star Trek: Enterprise - serie TV, episodi 2x19-4x04 (2003-2004)
- Six Feet Under - serie TV, 4x11-4x12-5x02 (2004-2005)
- Beautiful (The Bold and the Beautiful) - soap opera, episodio 4644 (2005)
- 40 Years of Star Trek - documentario TV (2006)
- Star Trek: Of Gods and Men - webserie (2007)
- Creature People, regia di Scott Essman - cortometraggio documentario TV (2007)
- From the Mouths of Babes - serie TV documentario, 6 episodi (2013-2016)
- WRNG Comedy Show 2 - serie TV, episodio 2x01 (2017)
- Space Command - serie TV, episodio 1x25 (2020)
- A Captain's Log - serie TV, episodio 1x11 (2021)
- The 7th Rule - serie TV, episodi 4-178 (2019-2022)

### Doppiatore

#### Televisione
- Daughters of the New Republic: Sarah Bradford and Harriet Tubman, regia di Linda Robertson - documentario TV (2016) - Narratore
- Star Trek: Lower Decks - serie animata, episodi 1x06-3x02 (2020-2022) - Capitano Drookmani, Martok

#### Videogiochi
- Star Trek: Klingon (1996)
- Star Trek: Armada (2000) - Martok
- Star Trek: Armada II(2001) - Martok
- Star Trek: Elite Force II (2003) - Lurok
- BioShock (2007) - Dr. Grossman Splicers
- The Golden Compass (2007) - Orso, Dockworker Foreman, Scolaro
- Dead Space (2008) - Captain Benjamin Mathius
- Star Trek Online (2010) - Martok
- BioShock 2 (2010) - Dr. Grossman
- Injustice: Gods Among Us (2013) - Deathstroke, Ares

### Produttore
- Dancing with Sancho Panza, regia di Luis Mandoki (2018)

### Sceneggiatore
- Dancing with Sancho Panza, regia di Luis Mandoki (2018)

## Doppiatori italiani
Da doppiatore è stato sostituito da
- Diego Sabre in Dead Space[62]

## Teatro
- The Bacchae (1980)

## Libri (parziale)

### Romanzi
- (EN) The Left Hand of Destiny, con Jeffrey Lang, Book One, 2003.
- (EN) The Left Hand of Destiny, con Jeffrey Lang, Book Two, 2003.